# Jacob van Kittensteyn
Jacob van Kittensteyn est le 4e gouverneur du Ceylan néerlandais.